# Dimitrovgrad (Serbia)
Dimitrovgrad (serbo: Димитровград; conosciuta anche come Zaribrod (Цариброд); bulgaro: Цариброд, Zaribrod) è una città e una municipalità del distretto di Pirot nel sud-est della Serbia centrale, al confine con la Bulgaria.

## Storia
Nel 1919, a seguito del trattato di Neuilly, Zaribrod, fino ad allora parte del Regno di Bulgaria, venne annessa al Regno dei Serbi, Croati e Sloveni. Nel corso della seconda guerra mondiale, tra il 1941 ed il 1944, venne occupata dall'esercito bulgaro.
Nel 1951 le autorità jugoslave intitolarono la città al leader comunista bulgaro Georgi Dimitrov.

## Società

### Evoluzione demografica
Secondo il censimento serbo del 2011 nella città di Dimitrovgrad abitavano 6.247 persone mentre nell'intero territorio della municipalità 10.056.

## Infrastrutture e trasporti
Dimitrovgrad è percorsa dal tracciato dell'Autostrada A4 che collega Niš con il confine con la Bulgaria.
Per quanto riguarda le ferrovie, la cittadina è il capolinea dalla Ferrovia Niš-Dimitrovgrad e dalla propria stazione ha origine la linea ferroviaria diretta a Dragoman e Sofia.